# Bellamira scalaris
Bellamira scalaris là một loài bọ cánh cứng trong họ Cerambycidae.